# Johann Tarnow
Johann Tarnow, auch Johannes Tarnovius (* 19. April 1586 in Grevesmühlen; † 22. Januar 1629 in Rostock) war ein deutscher evangelisch-lutherischer Theologe und Hochschullehrer.

## Leben
Johann Tarnow war der Sohn des Pastors Hermann Tarnow in Grevesmühlen. Paul Tarnow war sein Onkel. Er besuchte das Katharineum zu Lübeck und 1603 das Akademische Gymnasium Hamburg. Ab April 1604 studierte er Evangelische Theologie an der Universität Rostock. Er unternahm eine Studienreise, die ihn nach Gießen, Jena und Wittenberg sowie 1613 nach Straßburg und Basel führte. 1614 wurde er in Straßburg zum Magister promoviert. Im selben Jahr kehrte er nach Rostock zurück und wurde hier zum herzoglichen ordentlichen Professor der Theologie berufen. 1619 erfolgte seine Promotion zum Dr. theol. In seiner Forschung beschäftigte er sich vorwiegend mit den Büchern des Alten Testaments und verfasste mehrere Kommentare.
Um 1620 gehörte er, zusammen mit seinen Freunden Joachim Jungius und Johann Adolf Tassius, einem Zirkel in Rostock an, der sich mit den Schriften Johann Valentin Andreaes befasste. Daraus entstand 1622 die Societas ereunetica sive zezetica, die erste naturwissenschaftliche Gesellschaft in Deutschland.

## Werke
Für eine vollständige Übersicht für die im 17. Jahrhundert erschienenen Werke Tarnows siehe das VD 17 (115 Nummern).
- De peccato originis. 1612
- De perseverantia sanctorum. 1619
- Exercitationes biblicae, in quibus verus et genuinus locorum scripturae difficilium … inquiritur . Rostock 1619, letzte Auflage 1627
- Declaratio eorum, quae ad dicti Esaiae cap. XLV, v. 8 sensum … allata sunt ... Rostock 1621
- In decem primos psalmos Davidis commentarius. Rostock 1621
- In Threnos Jeremiae commentarius. Rostock 1627, wieder aufgelegt 1707
- In psalmos poenitentiales VII commentarius brevis. Rostock 1628
- In psalmos passionales commentarius. Adjecta est explicatio cap. I. III Jesaiae. Rostock 1628

Seine zunächst einzeln erschienenen Kommentare über die Kleinen Propheten erschienen gesammelt 1632 und noch einmal 1688, wieder aufgelegt 1706, mit einer Vorrede von Johann Benedict Carpzov II.:
- Joh. Tarnovii … in prophetas minores commentarius etc. cum praef. Jo. Bened. Carpzovii. Leipzig 1688, 1706